# ENPP6
ENPP6 (англ. Ectonucleotide pyrophosphatase/phosphodiesterase 6) – білок, який кодується однойменним геном, розташованим у людей на 4-й хромосомі. Довжина поліпептидного ланцюга білка становить 440 амінокислот, а молекулярна маса — 50 241.
| 10         |  | 20         |  | 30         |  | 40         |  | 50         |
| ---------- |  | ---------- |  | ---------- |  | ---------- |  | ---------- |
| MAVKLGTLLL |  | ALALGLAQPA |  | SARRKLLVFL |  | LDGFRSDYIS |  | DEALESLPGF |
| KEIVSRGVKV |  | DYLTPDFPSL |  | SYPNYYTLMT |  | GRHCEVHQMI |  | GNYMWDPTTN |
| KSFDIGVNKD |  | SLMPLWWNGS |  | EPLWVTLTKA |  | KRKVYMYYWP |  | GCEVEILGVR |
| PTYCLEYKNV |  | PTDINFANAV |  | SDALDSFKSG |  | RADLAAIYHE |  | RIDVEGHHYG |
| PASPQRKDAL |  | KAVDTVLKYM |  | TKWIQERGLQ |  | DRLNVIIFSD |  | HGMTDIFWMD |
| KVIELNKYIS |  | LNDLQQVKDR |  | GPVVSLWPAP |  | GKHSEIYNKL |  | STVEHMTVYE |
| KEAIPSRFYY |  | KKGKFVSPLT |  | LVADEGWFIT |  | ENREMLPFWM |  | NSTGRREGWQ |
| RGWHGYDNEL |  | MDMRGIFLAF |  | GPDFKSNFRA |  | APIRSVDVYN |  | VMCNVVGITP |
| LPNNGSWSRV |  | MCMLKGRAST |  | APPVWPSHCA |  | LALILLFLLA |  |            |

A: Аланін

C: Цистеїн

D: Аспарагінова кислота

E: Глутамінова кислота

F: Фенілаланін

G: Гліцин

H: Гістидин

I: Ізолейцин

K: Лізин

L: Лейцин

M: Метіонін

N: Аспарагін

P: Пролін

Q: Глутамін

R: Аргінін

S: Серин

T: Треонін

V: Валін

W: Триптофан

Кодований геном білок за функціями належить до гідролаз, фосфопротеїнів. 
Задіяний у таких біологічних процесах, як метаболізм ліпідів, деградація ліпідів. 
Локалізований у клітинній мембрані, мембрані.